# Akhisar

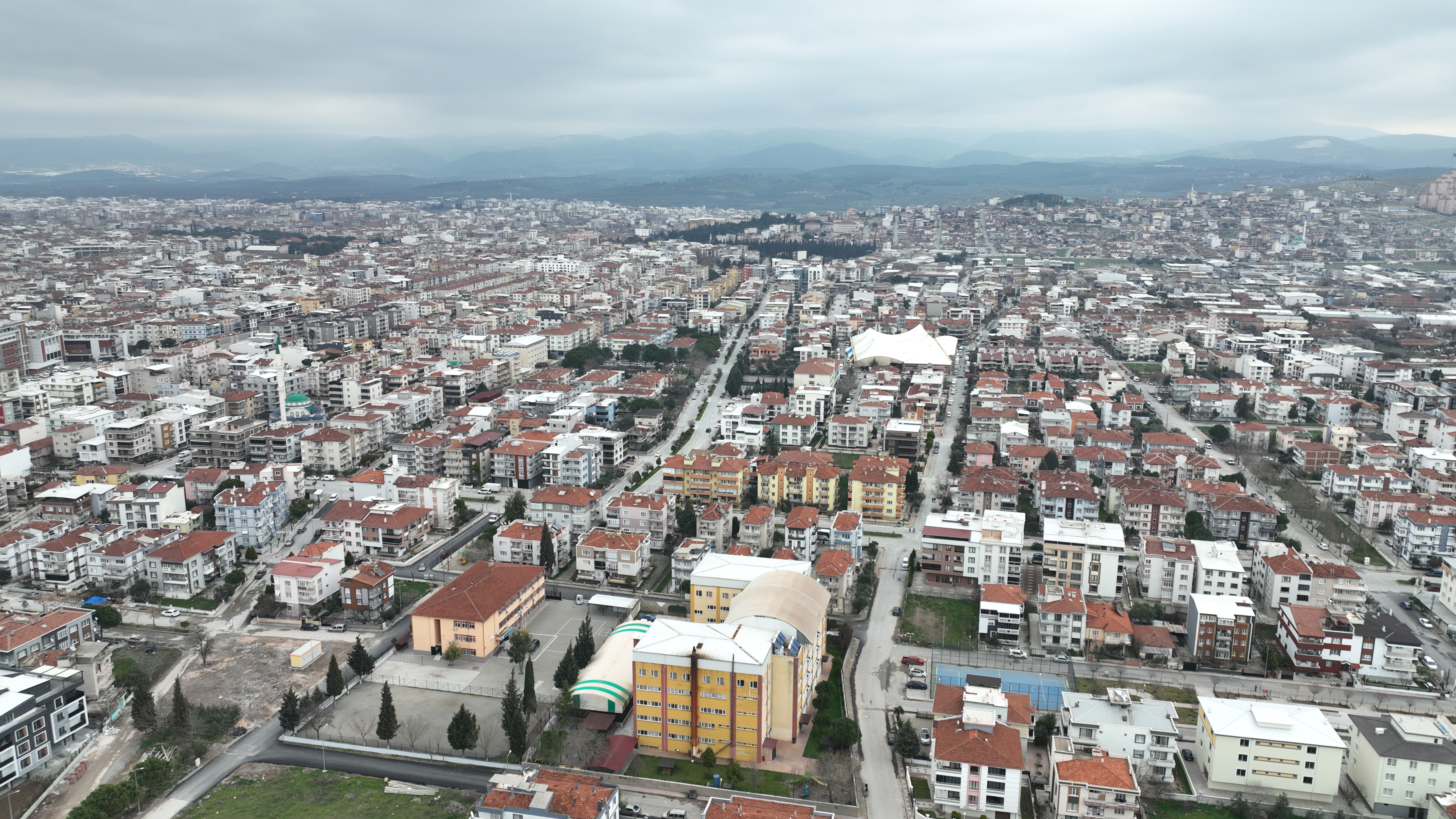
Området Hürriet i Akhisar

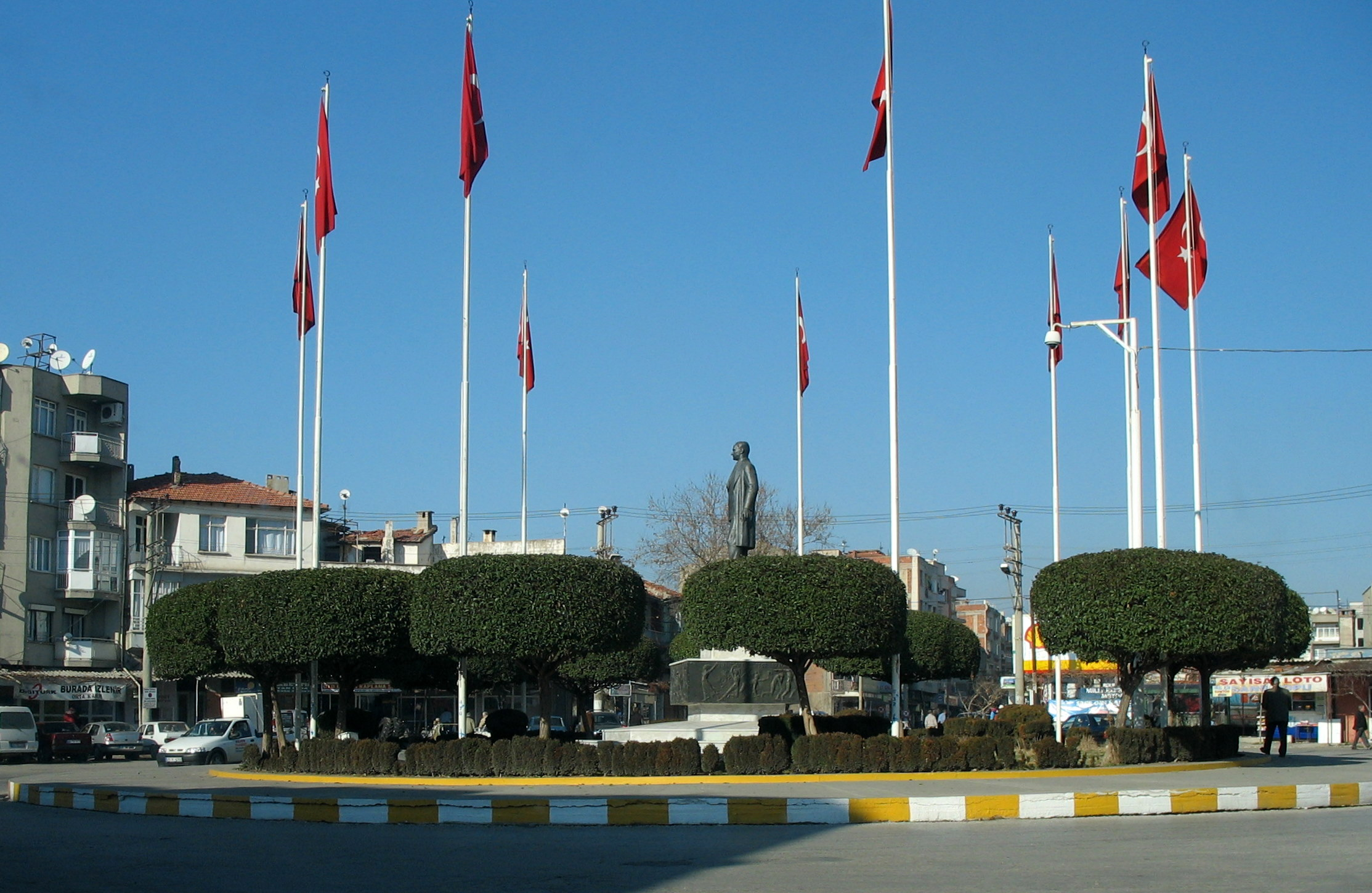
Centrala Akhisar.

Akhisar, under forntiden Thyatira, är en stad i Manisaprovinsen i Egeiska havsregionen i Turkiet, och är administrativ huvudort för ett distrikt med samma namn. Folkmängden uppgick till 104 777 invånare i slutet av 2011.
Thyatira var under antiken en betydande handels- och industristad i Lydien, cirka sex mil sydost om Pergamon, på vägen mot Sardes. Staden hade sin blomstringstid från Marcus Aurelius till Alexander Severus och var en av de sju församlingarna i Uppenbarelseboken.